# 天龍吊橋
天龍吊橋位於臺灣臺東縣海端鄉境內，其前身為日治時期「關山越橫斷道路」的一部分，稱「ブルブル鐵線橋」，並且為台20線（南橫公路）南橫八景之一，設有天龍橋風景區。該橋為行人專用橋，嚴禁汽機車進入，目前由臺東縣政府以及臺東縣政府海端鄉公所共同管理與維護。
今日的天龍吊橋北壁，尚有保存吊橋完工時後村助吉等41名日本籍工事人員的紀念碑。

## 沿革
- 昭和2年（1927年），當時日本台灣總督府完成新武到霧鹿的道路，昭和4年（1929年），完成霧鹿至利稻段，霧鹿段吊橋即關山越橫斷道路的一部分，稱「ブルブル鐵線橋」。[1]

- 戰後，中華民國接管臺灣後，天龍吊橋因日本人離臺[註 1]而沒有維護無法通行。民國60年代（1970年代），台20線（南橫公路）施工後，此處霧鹿峽谷南壁公路段，形成開路榮民的小聚落，已廢棄的天龍吊橋才又受到重視。[1]

- 民國69年（1980年），台灣省政府為了促進南橫天龍地區的觀光及農產搬運，遂決定發包重建天龍吊橋。[1]

- 民國82年（1993年），天龍吊橋主、支索部分斷裂，安全之虞，且北壁上臺灣總督府所開鑿的橫斷道路，也早已荒廢。臺東縣海端鄉公所遂於該年3月發包整修，除抽換大部鋼索及橋上木板、補強錨座外，並於峽谷北壁上方另建一條石階步道，同年五月完工。該步道上接南橫公路上段，步行單趟費時約30分鐘，沿途植生良好，已規劃為布農族民俗植物的解說步道。[1]

## 諸元
天龍吊橋於日治時期時，其橋長101.8公尺，寬1.21公尺，高度為7.3公尺。現今1993年所重建的天龍吊橋，全長為110公尺，寬1公尺，高8.2公尺，橋距離河谷約80公尺，並且海拔高度約為721公尺。

## 軼聞
相傳日治時期，一名日本警察偕新婚妻子前來履新，行經天龍吊橋，嬌妻見橋體搖搖欲墜，橋下壑深流急，不敢過橋而飲泣。先生無奈，只得同意離婚，讓嬌妻返回日本。此後天龍吊橋又有「離婚橋」之別稱。

## 周邊景點
- 霧鹿峽谷
- 南橫公路
- 霧鹿砲台
- 天龍飯店
- 向陽國家森林遊樂區
- 三叉山事件

## 解
1. ↑  凡將符合臺灣省行政長官公署頒布之規定，除技術人員、教師、醫師等必要留用之人，其餘日僑、繳械之日軍與遭撤職之臺灣總督府官員約有46萬，必須分批次由基隆港、臺中港、高雄港、花蓮港搭船撤離臺灣。1947年發生228事件後，國民政府考量到臺灣局勢不穩，深憂親日之臺灣人可能會利用日本關係造次反抗，為避免節外生枝，將原本留用約有3至4萬的日本人引揚歸國，直到1949年才全數撤完。

## 資料來源
1. 1 2 3 4 5 6 7 8 9  .   [2003-12-31]. （原始内容存档于2015-01-19）.
2. 1 2 3  .   [2015-01-08]. （原始内容存档于2016-11-28）.